# Jezioro Klonowskie
Jezioro Klonowskie (kasz. Jezoro Klonowsczé) – przepływowe jezioro wytopiskowe w Polsce położone w województwie pomorskim, w powiecie gdańskim, w gminie Przywidz na obszarze Pojezierza Kaszubskiego.

## Dane morfometryczne
Powierzchnia zwierciadła wody według różnych źródeł wynosi od 7,5 ha do 11,42 ha.